# Campoplex arcticus
Campoplex arcticus là một loài tò vò trong họ Ichneumonidae.